# Tomás Herrán
Pedro Tomás Herrán Mosquera (Bogotá, 21 de septiembre de 1843-Nueva York, 31 de octubre de 1904) fue un político, maestro en artes, educador, filántropo y diplomático colombiano, miembro del Partido Liberal Colombiano.
Herrán es conocido principalmente por su labor diplomática, siendo el firmante del Tratado Herrán-Hay, con el que Colombia dio paso al inicio de la construcción del Canal de Panamá, en 1903. También fue cónsul en Hamburgo y en Estados Unidos, y embajador en ese país para el gobierno de José Manuel Marroquín.

## Biografía
Tomás nació en Bogotá, el 21 de septiembre de 1843, en el seno de la familia presidencial de la época, ya que su padre fue elegido presidente del país en 1841. Viajó junto a su padre a Estados Unidos cuando este se desempeñó como embajador colombiano en ese país, donde estudió en la Universidad de Georgetown, graduándose con una Maestría en artes.
Fue diplomático en Perú entre 1863 y 1865, así como fue agente comercial y cónsul de Estados Unidos en Medellín, de 1877 a 1879 y, de nuevo, de 1893 hasta 1898. En 1879 se estableció en Bogotá, donde fue secretario del Consejo de Planeación Académica de la Nación y profesor de la Escuela Nacional de Ingeniería y Estudios Militares. En 1882, el presidente Francisco Javier Zaldúa lo nombró Cónsul en Hamburgo, en el Imperio Alemán, cargo que ocupó por diez años. 
De regreso al país, fue Secretario de Instrucción Pública de Antioquia bajo los Gobernadores Miguel Vásquez Barrientos y Bonifacio Vélez. Así mismo, durante el gobierno de Manuel Antonio Sanclemente se desempeñó como Ministro de Instrucción Pública entre 1898 y 1899, cuando pasó a ser rector de la Universidad de Antioquia, hasta su cierre por la Guerra de los Mil Días.
Durante el gobierno de José Manuel Marroquín fue Secretario General y Encargado de Negocios de la Embajada colombiana en Estados Unidos, para después ser embajador. Murió en ejercicio de sus funciones diplomáticas a finales de 1904, en Nueva York.

## Familia
Tomás era miembro de la prestigiosa y muy rica familia caucana de los Mosquera.
Su padre era el militar y político ministerial Pedro Alcántara Herrán, quien estaba casado con la hija mayor del general bolivariano Tomás Cipriano de Mosquera, Amelia Mosquera Arboleda, siendo el menor de los hermanos Amalia, Pedro, Adelaida, Mariana y Leoncio Herrán Mosquera.
Su padre era presidente de Colombia al momento de su nacimiento y su abuelo lo fue cuando Tomás tenía 2 años, posteriormente lo fue entre 1861-1863; 1863-1864; y 1866-1867.
Su abuelo materno era hermano del político Joaquín Mosquera, quien fue presidente en 1830, y de los gemelos Manuel José (arzobispo de Bogotá) y Manuel María Mosquera (rector de la Universidad del Cauca). Todos los hermanos Mosquera era hijos del rico terrateniente José María Mosquera, alcalde de Popayán; sobrinos de Joaquín de Mosquera; y nietos de José Patricio Mosquera. A su vez su abuelo era sobrino del prócer de la independencia Antonio Arboleda y Arrachea, y por consiguiente primo segundo de los hermanos Julio y Sergio Arboleda Pombo. 
Fueron tíos maternos de Tomás Herrán el general Aníbal Mosquera (primogénito de su abuelo Tomás Cipriano) de quien desciende el científico Federico Carlos Lehmann Valencia; Clelia Mosquera, de quien desciende Elvira Cárdenas Mosquera (esposa de José Vicente Concha); y Teodulia Mosquera de quien desciende Bernardo de La Espriella Mosquera.
Uno de sus sobrinos en tercer grado es el empresario Cipriano Rodríguez Santamaría, quien descendía de su hermana mayor Amalia.